# Segunda División 1953-1954 (Messico)
Il campionato di calcio di Segunda División messicana 1953-1954 è stato il quarto campionato di secondo livello del Messico. Cominciò il 9 agosto 1953 e si concluse il 24 gennaio del 1954. Vide la vittoria finale del Irapuato, con relativa promozione in Primera División.

## Squadre partecipanti
| Club              | Città                 | Stadio                        | Stagione 1952-1953                         |
| ----------------- | --------------------- | ----------------------------- | ------------------------------------------ |
| Anáhuac           | Monterrey             | Estadio Tecnológico           | Non partecipa.                             |
| Atlético Veracruz | Veracruz              | Parque Deportivo Veracruzano  | 10º posto in Segunda División              |
| Cuautla           | Cuautla               | Estadio Isidro Gil Tapia      | Squalificato.                              |
| Estrella Roja     | Toluca                | Campo del Tívoli              | 11º posto in Segunda División              |
| Irapuato          | Irapuato              | Estadio Irapuato              | 3º posto in Segunda División               |
| La Piedad         | La Piedad             | Estadio Juan Nepomuceno López | 12º posto in Primera División (Retrocessa) |
| Moctezuma         | Orizaba               | Estadio Moctezuma             | 4º posto in Segunda División               |
| Monterrey         | Monterrey             | Estadio Cuauhtémoc.           | 12º posto in Segunda División              |
| Deportivo Morelia | Morelia               | Campo Morelia                 | 7º posto in Segunda División               |
| Oviedo            | Pachuca               |                               | Non partecipa.                             |
| Querétaro         | Santiago de Querétaro | Estadio Corregidora           | 4º posto in Segunda División               |
| San Sebastián     | León                  | Estadio La Martinica          | 7º posto in Segunda División               |
| Veracruz          | Veracruz              | Parque Deportivo Veracruzano  | 2º posto in Segunda División               |
| Zamora            | Zamora de Hidalgo     | Parque Juan Carreño           | 9º posto in Segunda División               |

## Classifica finale
|  | Pos. | Squadra           | Pt | G  | V  | N | P  | GF | GS | DR  |
|  | ---- | ----------------- | -- | -- | -- | - | -- | -- | -- | --- |
|  | 1.   | Irapuato          | 32 | 22 | 14 | 4 | 4  | 42 | 24 | +18 |
|  | 2.   | San Sebastián     | 31 | 22 | 13 | 5 | 4  | 44 | 26 | +18 |
|  | 3.   | La Piedad         | 30 | 22 | 13 | 4 | 5  | 48 | 30 | +18 |
|  | 4.   | Anáhuac           | 23 | 22 | 9  | 5 | 8  | 42 | 35 | +7  |
|  | 5.   | Cuautla           | 23 | 22 | 8  | 7 | 7  | 34 | 35 | -1  |
|  | 6.   | Zamora            | 22 | 22 | 10 | 2 | 10 | 38 | 34 | +4  |
|  | 7.   | Querétaro         | 21 | 22 | 9  | 3 | 10 | 25 | 25 | 0   |
|  | 8.   | Moctezuma         | 21 | 22 | 7  | 7 | 8  | 36 | 38 | -2  |
|  | 9.   | Deportivo Morelia | 18 | 22 | 8  | 2 | 12 | 35 | 40 | -5  |
|  | 10.  | Estrella Roja     | 16 | 22 | 4  | 8 | 10 | 31 | 47 | -16 |
|  | 11.  | Oviedo            | 15 | 22 | 5  | 5 | 12 | 36 | 56 | -20 |
|  | 12.  | Monterrey         | 12 | 22 | 5  | 2 | 15 | 23 | 44 | -21 |
|  | -.   | Atlético Veracruz | -  | -  | -  | - | -  | -  | -  | -   |

Legenda:
      Promosso in Primera División
Note:
Due punti a vittoria, uno a pareggio, zero a sconfitta.

## Verdetti Finali
- Irapuato è promosso in Primera División 1954-1955.
- Nessuna retrocessione.